# Alexander von Bernus (Landrat)
Moritz Andreas Alexander  Bernus, seit 1912 Moritz Andreas Alexander von Bernus (* 2. Mai 1873 in Frankfurt am Main; † 10. Juni 1943 ebenda) war ein deutscher Jurist und Landrat.

## Leben
Alexander von Bernus wurde als Sohn des  Kaufmanns Andreas Ludwig von Bernus (1832–1913) und dessen Ehefrau Bettina von Guaita (1839–1890) geboren. 
Nach dem Studium der Rechtswissenschaften, das er als Dr. jur. abschloss,  übte er in den Jahren von 1907 bis 1914 das Amt des Landrats im Kreis Ruppin aus.
Von 1919 an oblag ihm die Leitung des Freien Deutschen Hochstifts in Frankfurt, dessen Hauptaufgaben in der Betreuung des Frankfurter Goethe-Hauses und des Deutschen Romantik-Museums sowie der Förderung der Edition von literarischen Werken liegen.
In den Jahren von 1924 bis 1926 und von 1927 bis 1936 hatte er den Vorsitz im Verwaltungsausschuss dieser Institution.
1932 gehörte er zu den Organisatoren der Volksspende für Goethes Geburtsstätte, deren Schirmherr Reichspräsident von Hindenburg war. 